# Dunajewka (Kaliningrad, Gussew)
Dunajewka (russisch Дунаевка, deutsch Kiaulkehmen, 1935 bis 1946 Jungort, litauisch Kiaulkiemis) war ein Ort in der russischen Oblast Kaliningrad (Gebiet Königsberg (Preußen)) im Gebiet des heutigen Gussewski gorodkoi okrug (Stadtkreis Gussew).

## Geographische Lage
Dunajewka lag zehn Kilometer südwestlich der Stadt Gussew (Gumbinnen). Die heute verwaiste Ortsstelle ist über eine Landwegverbindung von der von Gussew über Kostino (Stobricken, 1938 bis 1946 Krammsdorf) kommenden und nach Majakowskoje (Nemmersdorf) führenden Nebenstraße (27K-063) in westlicher Richtung zu erreichen. Eine Bahnanbindung bestand zu keiner Zeit.

## Ortsname
Das Dorf Kiaulkehmen wurde am 22. Januar 1935 in Erinnerung an die hier geborene Schriftstellerin Frieda Jung in „Jungort“ umbenannt und behielt diesen Namen bis 1946.

## Geschichte
Das bereits 1583 erstmals erwähnte kleine und ehemals Schweizer Koloniedorf Kiaulkehmen bestand vor 1945 aus weit verstreut liegenden kleinen Höfen und Gehöften. Zwischen 1874 und 1945 war es in den Amtsbezirk Nemmersdorf eingegliedert, der zeit seines Bestehens zum Kreis Gumbinnen im Regierungsbezirk Gumbinnen der preußischen Provinz Ostpreußen gehörte. Im Jahre 1910 zählte Kiaulkehmen 60 Einwohner.
Am 30. September 1928 schlossen sich Kiaulkehmen, Ganderkehmen (heute russisch: Proletarskoje) und das Gut Heinrichsdorf (russisch: Chimkino, heute nicht mehr existent) zur neuen Landgemeinde Kiaulkehmen zusammen. Die Einwohnerzahl betrug 1933 schon 185 und belief sich 1939 – nachdem am 1. August 1935 auch der Nachbarort Gerschwillauken (russisch: Kasakowo) eingemeindet worden war – auf 182.
In Kriegsfolge wurde das Dorf 1945 mit dem gesamten nördlichen Ostpreußen der Sowjetunion überstellt. 1946 erhielt es die russische Bezeichnung „Dunajewka“ und kam zum Majakowski selski sowjet (Dorfsowjet Majakowskoje (Nemmersdorf)), der zum Rajon Gussew (Landkreis Gumbinnen) gehörte. Aber nur noch kurze Zeit war der Ort besiedelt und wurde dann aufgegeben.

## Kirche
Die vor 1945 fast ausnahmslos evangelische Bevölkerung Kiaulkehmens resp. Jungorts war in das Kirchspiel der Kirche Nemmersdorf im Kirchenkreis Gumbinnen in der Kirchenprovinz Ostpreußen der Kirche der Altpreußischen Union eingepfarrt.

## Persönlichkeiten
- Frieda Jung (* 4. Juni 1865 in Kiaulkehmen; † 1929), deutsche Schriftstellerin und ostpreußische Heimatdichterin